# Lesotho i olympiska sommarspelen 2020
Lesotho deltog med en trupp på två idrottare vid de olympiska sommarspelen 2020 i Tokyo som hölls mellan den 23 juli och 8 augusti 2021 efter att ha blivit framflyttad ett år på grund av coronaviruspandemin. Det var 12:e sommar-OS som Lesotho deltog vid. Ingen av landets deltagare erövrade någon medalj.

## Friidrott
Förkortningar
- Notera– Placeringar avser endast det specifika heatet.
- Q = Tog sig vidare till nästa omgång
- q = Tog sig vidare till nästa omgång som den snabbaste förloraren eller, i teknikgrenarna, genom placering utan att nå kvalgränsen
- i.u. = Omgången fanns inte i grenen
- Bye = Idrottaren behövde inte tävla i omgången

Gång- och löpgrenar
| Idrottare             | Gren              | Final        | Final     |
| Idrottare             | Gren              | Resultat     | Placering |
| --------------------- | ----------------- | ------------ | --------- |
| Khoarahlane Seutloali | Herrarnas maraton | 2:25.03 0SB0 | 67        |
| Neheng Khatala        | Damernas maraton  | 2:33.15      | 20        |